# 铺地蝙蝠草
铺地蝙蝠草（学名：Christia obcordata）为豆科蝙蝠草属下的一个种。

## 扩展阅读
- 維基物種上的相關：铺地蝙蝠草